# Bourg–Genf–Bourg
Bourg–Genf–Bourg war ein Straßenradrennen, das von 1933 bis 1960 zwischen Bourg-en-Bresse in Frankreich und Genf in der Schweiz veranstaltet wurde. Es war ein Eintagesrennen für Berufsfahrer und Unabhängige. 1960 führte der Kurs von Bourg nach Divonne-les-Bains und zurück.

## Palmarès
- 1933  Jean Monpied
- 1934  Benoît Faure
- 1935  Michel Catteeuw
- 1936  Italo Slaviero
- 1937  Giuseppe Cassin
- 1938  Italo Slaviero
- 1939  Nello Troggi
- 1947  Bernard Gauthier
- 1948  Pierre Baratin
- 1949  Maurice Kallert
- 1950  Marcel Barriquand
- 1951  Antonin Rolland
- 1952  Antonin Rolland
- 1953  Angelo Colinelli
- 1954  Gilbert Bauvin
- 1955  Antonin Rolland
- 1956  Antonin Rolland
- 1957  Philippe Agut
- 1958  Emmanuel Busto
- 1959  Robert Ducard
- 1960  Jean-Pierre Arnaud